# Rivière de Penerf
Pour les articles homonymes, voir Penerf (homonymie).
La rivière de Penerf est un fleuve qui se jette entre Damgan et Sarzeau, dans la rade de Penerf, à la limite nord de Mor braz, baie de l'océan Atlantique  dans le département du Morbihan.

## Géographie
La rivière de Penerf est une ria bretonne (comme Étel par exemple) située sur les cantons de Questembert, Vannes-Est et Muzillac dans le Morbihan. Elle s'appelait autrefois l'Arcan, comme l'indiquent les continuateurs d'Ogée. Son embouchure est marquée sur la rive gauche par un amer remarquable, la tour des Anglais.

## Hydrologie
La rivière de Penerf, ou ria de Penerf, s'étend sur 6 km jusqu'au pont de Billion à Ambon, lieu qui marque plus ou moins la fin de la salinité de ses eaux. Toutefois, la salinité des eaux varie en fonction des marées et de l'époque de l'année.
C'est également à cet endroit que se joignent les deux cours d'eau formant la rivière de Penerf :
- le ruisseau de la Drayac, ou Drague, mesurant 7 km environ, venant de Berric.
- le ruisseau de Penbulzo

La ria est composée de 38 % de mer ou de bras de mer, de 22 % de marais salants ou de prés salés et de 13 % de rivières ou d'estuaires soumis à la marée.

### Bassin versant
Le bassin versant de la rivière de Penerf comprend les rivières, ruisseaux ou étiers suivants :
- La rivière de Sarzeau, entre Pentès et la pointe nord de Pen Cadénic.
- La rivière de l'Épinay
- L'Étier de Damgan
- Le ruisseau de Lamblat
- L'Étier de Lic
- L'Étier d'Ambon
- Le ruisseau du Pont Treudec
- Le marais de Toul-Canard
- Le ruisseau de Penbulzo
- Le ruisseau de la Drague
- Le ruisseau du Guerhec
- Le ruisseau de Trémeret

Le bassin versant de la ria de Penerf est de 136 km2 (celui de la Loire, pour comparaison, est de plus de 110 000 km2).

### Communes jouxtant le bassin versant de la rivière de Penerf
- Sarzeau
- Damgan
- Le Tour-du-Parc
- Surzur
- Ambon
- La Trinité-Surzur
- Lauzach
- Berric

## Économie
L'économie du bassin versant de la rivière de Penerf repose essentiellement sur l'ostréiculture, mais le tourisme, depuis les années 1990, occupe une part très importante de l'économie locale, de par sa proximité avec le golfe du Morbihan.

### L'huître de Penerf
(août 2010).
Si vous disposez d'ouvrages ou d'articles de référence ou si vous connaissez des sites web de qualité traitant du thème abordé ici, merci de compléter l'article en donnant les références utiles à sa vérifiabilité et en les liant à la section « Notes et références ».
À Penerf, les premiers parcs ostréicoles apparaissent en 1858. Destinés à stocker les huîtres sauvages, ce sont les plus anciens du Morbihan[réf. nécessaire]. Cependant, à cause du braconnage et d’un dragage trop important, le banc naturel de Penerf disparaît totalement en 1890. Ce sont les huîtres nées de l’ostréiculture qui permettront dès lors sa reconstitution.

Aujourd’hui, 53 entreprises sont disséminées sur 235 hectares autour des sites de Penerf, Saint-Guérin, Pentès, Port-Groix, Pen Cadénic et Banastère.
Plusieurs espèces d’huîtres ont été élevées. La première, qui fut la seule consommée en France jusqu’en 1867, est l’huître plate, Ostrea edulis. Puis en 1868, lors d’une escale dans l’estuaire de la Gironde, l’équipage du bateau Le Morlaisien rejette à l’eau des huîtres portugaises, Ostrea angulata, qu’il croyait avariées. Celles-ci profitent de l’occasion pour se reproduire et prospérer au fil du temps. Elles supplantent peu à peu l’huître plate, victime d’une maladie qui en limite la production. Dans les années 1970, les huîtres portugaises sont à leur tour atteintes par une maladie qui les décime totalement en trois ans. Tous les élevages du littoral atlantique sont touchés et la plate est à nouveau la seule espèce existante. Deux ostréiculteurs de Charente-Maritime se rendent alors au Canada, sur la côte Pacifique et découvrent une nouvelle espèce de souche japonaise, la Crassostrea gigas, résistante à la maladie, dont ils ramènent une cinquantaine de tonnes en France. En rivière de Penerf, leur développement est très rapide grâce à l’absence de concurrence et l’huître japonaise devient même invasive, colonisant les rochers de la côte.
Les huîtres sont produites selon diverses techniques qui débutent avec le captage du naissain.
Dans la première, les jeunes huîtres sont placées dans des poches jusqu’à l’âge d’un an et demi. Elles sont ensuite dédoublées (triées selon leur taille). Le travail des huîtres casse leur pousse, mais il aboutit à l’obtention de belles coquilles (il s’agit d’un choix de l’ostréiculteur qui freine ainsi sa production tout en privilégiant la qualité). Les poches sont placées dans la rivière de Penerf, puis, à la fin de leur croissance (trois à quatre ans), les huîtres sont déposées dans des claires où la navicule bleue (algue qui subit une transformation au contact des huîtres et se pigmente en bleu) colore leurs branchies en vert.
La seconde technique de production, moins employée, concerne les huîtres les plus vieilles (4 ans et plus) qui n’ont pas été vendues. Celles-ci sont « semées » dans des parcs du golfe du Morbihan, où elles acquièrent une saveur caractéristique. Elles sont ensuite draguées, triées et vendues.
Une troisième technique est apparue récemment dans certains chantiers. Les huîtres sont placées dans des paniers accrochés à des filins et des piquets. Les courants font osciller les paniers où les huîtres se frottent l’une contre l’autre, remplaçant le travail de l’ostréiculteur.

Enfin, la génétique a fait son apparition dans le milieu ostréicole avec l’apparition des huîtres triploïdes, stériles, qui ne produisent pas la laitance d’été, peu appréciée par les amateurs de coquillages.
À Penerf, les huîtres sont vendues dans des cabanons typiques de la région, appelés estancots.
L'huître de Penerf constitue l’un des six crus  de la Bretagne Sud avec l’«Aven Belon», la «Ria d’Etel», la «Quiberon», la «Golfe du Morbihan» et la «Croisicaise».

### Moulins à vent et moulins à marée
L'économie de la rivière de Penerf a longtemps reposé, sous l'Ancien Régime, sur les nombreux moulins à marée fonctionnant sur sa ria. Ils étaient très souvent doublés d'un moulin à vent (Billon, l'Epinay etc.); certains sont très anciens (comme le moulin à marée de l'Epinay, en Surzur, dont le nom laisse à penser qu'il est d'origine templière, il fut ruiné avant la Révolution). Il fut aliéné par les évêques de Vannes au XVIe siècle et appartenait au siècle suivant aux Rosmadec du Plessis.
Ces nombreux moulins furent ruinés le plus souvent dès la fin du XVIIIe ou au début du XIXe siècle, en raison d'événement économique moins favorables.
Le temps n'en a laissé trop souvent que des vestiges (à Caden, en Le Tour-du-Parc, ou à l'Epinay, en Surzur) se limitant souvent au bief ou à la digue. Leurs pierres ont parfois été utilisées. Les vestiges du moulin à vent de l'Epinay (XIIe siècle ?), qui fonctionnait encore en 1787, furent arasés en 1962.

Quelques moulins surent subsister, le plus remarquable étant le moulin à vent de Billion, en Ambon, classé MH.

Le moulin à marée de Caden disparut en 1830.